# Loretokapelle (Längenfeld)

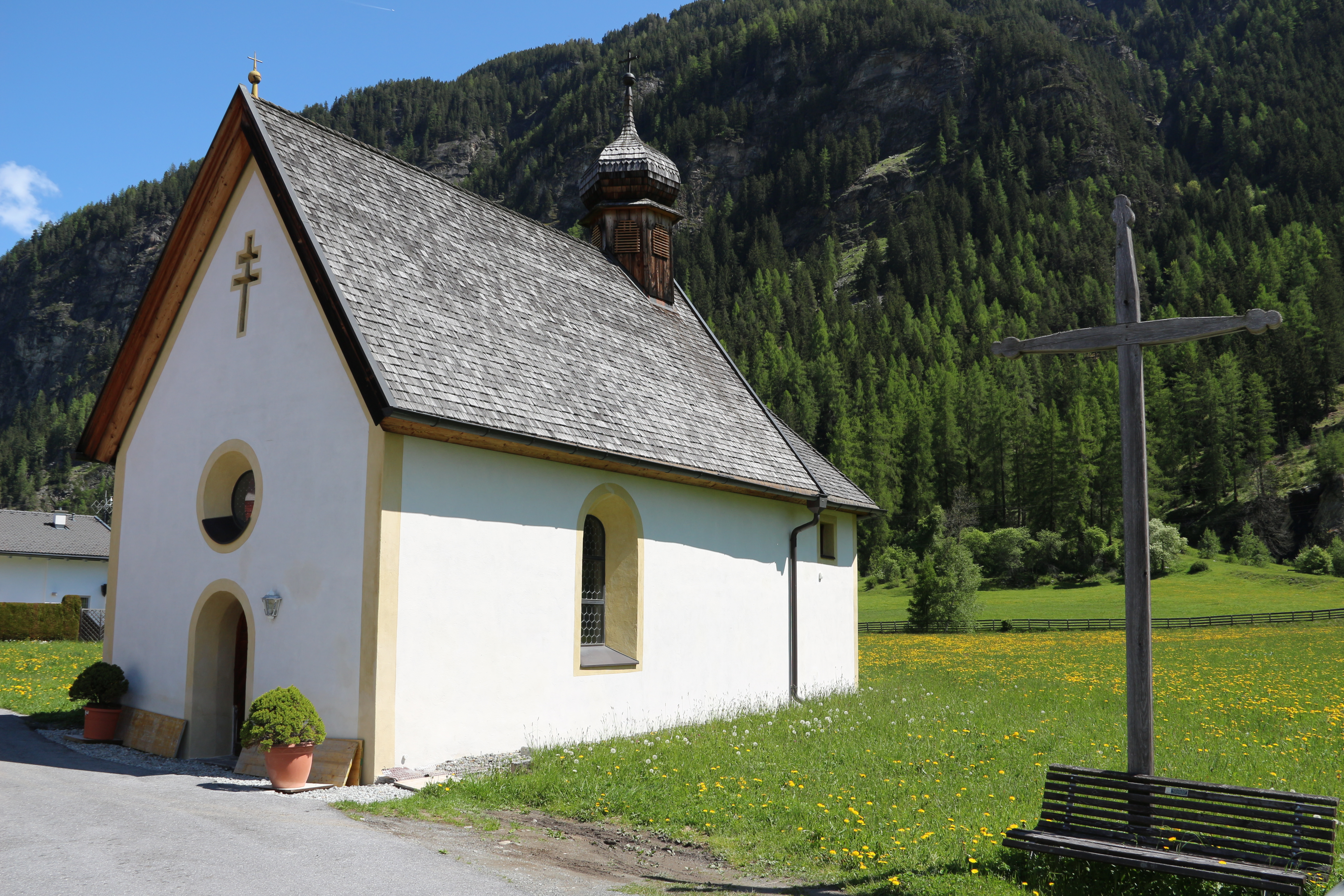
Die Kapelle Maria Loreto im Weiler Au, Längenfeld

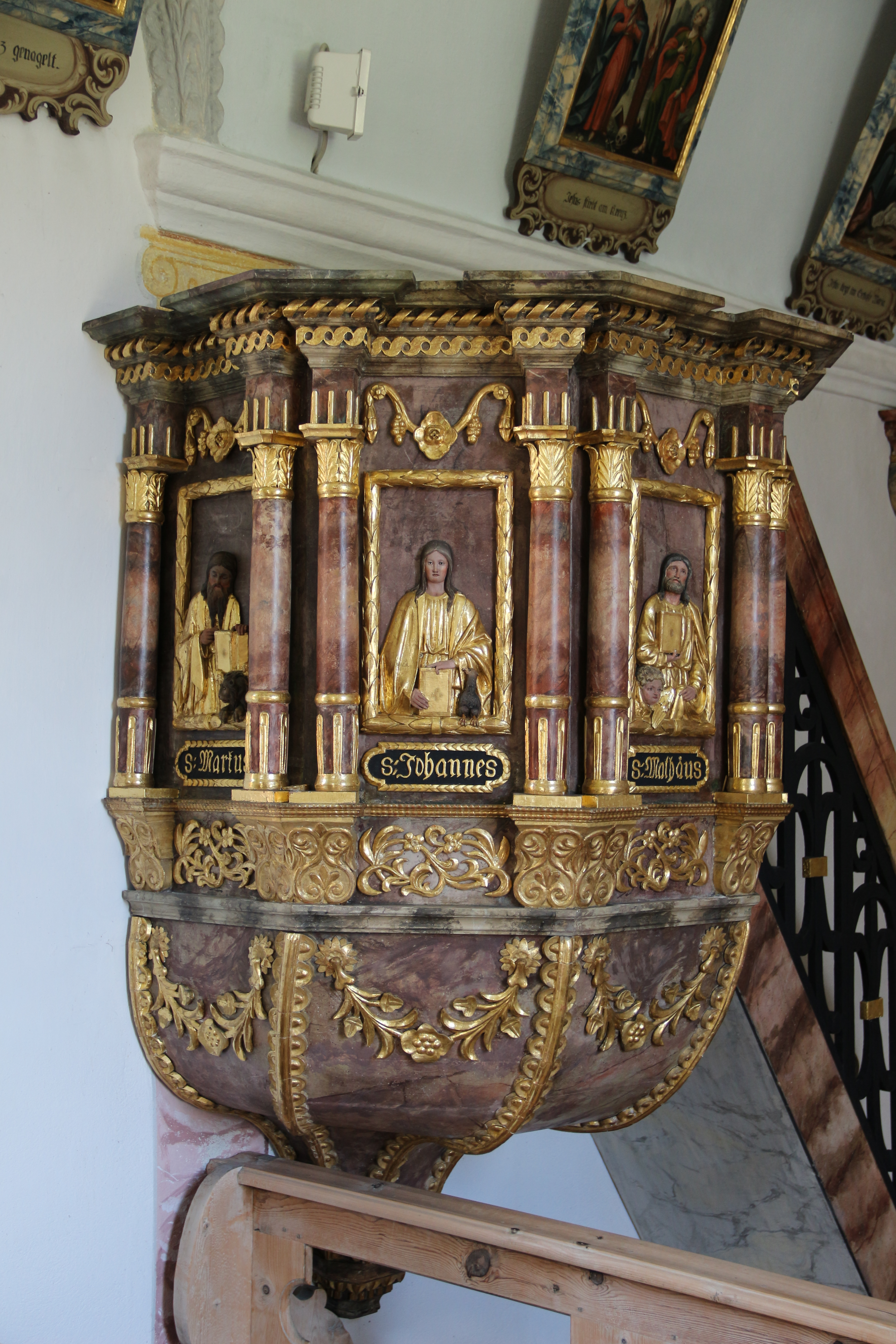
Die Kanzel aus dem Ende des 18. Jahrhunderts

Die Kapelle Maria Loreto ist eine römisch-katholische Kapelle im Weiler Au in der Gemeinde Längenfeld in Tirol.
Die rechteckige dreiseitig schließende Kapelle hat im Westen Kreisfenster und einen Dachreiter mit Zwiebelhelm und wurde 1732 errichtet. Das Tonnengewölbe über einem Gesimse mit Stichkappen hat frühbarocke Stuckbänder. Der Altar mit dem Bild Maria Einsiedeln hat das Wappen und die Stifterinschrift vom Pfleger in Landeck Andreas Sterzinger 1731. Die Schnitzgruppe Verkündigung ist aus dem 2. Viertel des 18. Jahrhunderts. Die Kanzel stammt aus dem Ende des 18. Jahrhunderts. Es gibt spätbarocke Stationsbilder.
Das Deckenfresko wurde 1943 von Ludwig Sturm gemalt.